# Archaeocyatha
Los arqueociatos (Archaeocyatha, del gr., archaīos, «antiguo» y cyathus, «copa») son un grupo extinto de organismos marinos sésiles de forma cilindro-cónica que vivieron en ambientes de arrecife durante el Cámbrico. Su posición sistemática es incierta, habiéndose incluido dentro del filo Porifera o en un filo propio (Archaeocyatha). Junto a las algas calcáreas, fueron formadores de arrecifes en ambientes marinos someros durante el Cámbrico con una distribución geográfica muy extensa: aparecen fósiles de arqueociatos en todos los continentes.

## Morfología
El plan corporal de un arqueociato consiste en un organismo de forma cilindro-cónica compuesto por una capa o muralla externa y en la mayoría de las familias también una muralla interna, adherido al sustrato por medio de unos tejidos filamentosos denominados rizoides. El espacio entre las dos murallas se denomina intervalo, dividido por tabiques radiales denominados septos. y diversos elementos internos. No se parecen directamente a las esclerosponjas. 
La muralla externa es la primera lámina del esqueleto que se desarrolla en el cáliz. Sus poros, rodeados de pequeñas estructuras, pueden prolongarse en distintos canales y estructuras anulares. La muralla interna se desarrolla después de la externa y está constituida por endoestructuras (brácteas, escalas, anillos, tubos y canales) que pueden llegar a ocupar la cavidad central. En el intervalo se desarrollan láminas verticales (septos, pseudoseptos, pilares, entre otros) y horizontales (sinápticulos, tábulas y siringes) que juntas interconectan la muralla externa con la interna.  
Los poros de la muralla externa suelen tener un diámetro menor que los de la interna. De esta manera, el agua circulaba por los poros de fuera hacia el interior. Este patrón es típico de las esponjas. Así se aceptó la cercanía entre arqueociatos y esclerosponjas. Sin embargo hay una gran diversidad en la disposición y estructuras asociadas a los poros, como canales, brácteas o anillos que limitan el tamaño de la abertura, e incluso estructuras, porosas o no, que ocupan completamente el intervalo. Muchas de estas estructuras permiten la caracterización taxonómica de varios grupos de arqueociatos. Hoy se considera un grupo extraño.
Un grupo minoritario entre los arqueociatos lo constituyen aquellos que tienen una estructura distinta que no desarrollan una muralla interna y cuyos intervalos presentan estructuras tubulares llamadas calicles. Los cálices de los arqueociatos son solitarios o modulares, y en algunos se desarrolla un esqueleto calcáreo secundario formado por pequeñas vesículas laminosas ubicadas dentro del intervalo.

Anatomía del esqueleto de un arqueociato
1.– Intervalo, 2.– Cavidad central, 3.– Muralla interna, 4.– Poro, 5.– Septo, 6.– Muralla externa, 7.– Rizoide.

## Distribución
Los arqueociatos habitaban las zonas costeras de mares poco profundos. Su distribución generalizada en casi todo el mundo puede explicarse suponiendo que, como las auténticas esponjas, tenían una etapa larval que permitió su amplia distribución. Fueron importantes constructores de arrecifes en el Cámbrico Inferior. El declive de su población inició a comienzos del Cámbrico Medio (casi todas las especies de arqueociatos se extinguieron), aunque los últimos taxones de arqueociatos (como el género Antarcticocyathus) permanecieron hasta fines del Cámbrico. Su rápida desaparición coincidió con la primera diversificación de demosponjas.   
En cuanto a la distribución estratigráfica, el registro fósil de los arqueociatos abarca la mayor parte del periodo Cámbrico (Terreneuviense-Furongiense).

## Taxonomía
El clado Archaeocyatha se ha dividido tradicionalmente en Regulares e Irregulares (Rowland, 2001):
- Regulares
  - Monocyathida
  - Capsulocyathida
  - Ajacicyathida
    - Ethmophyllum

- Irregulares
  - Thalassocyathida
  - Archaeocyathida
  - Kazakhstanicyathida

- Incertae sedis
  - Hetairacyathida

Sin embargo, anteriormente, cuando se consideraba a los arqueociatos como filo independiente de los poríferos, se dividía en tres clases (Okulitch, 1955):
- Filo Archaeocyatha Vologdin, 1937
  - Clase Monocyathea Okulitch, 1943
  - Clase Archaeocyathea Okulitch, 1943
  - Clase Anthocyathea Okulitch, 1943

## Filogenia
Desde el descubrimiento de los primeros arqueociatos, han surgido diversas interpretaciones respecto a su afiliación filogenética. Sin embargo, debido a que presentan una morfología similar a las esponjas, actualmente es considerada una clase perteneciente al filo Porifera. El análisis filogenético realizado por Reitner y Mehl ubica a Archaeocyatha como grupo hermano de las demosponjas.